# Карит Этлар
Карит Этлар (дат. Carit Etlar; настоящее имя  Йохан Карл Кристиан Бросбёлль; дат. Johan Carl Christian Brosbøll; 7 августа 1816, Фредерисия — 9 мая 1900, Гентофте) — датский писатель, автор приключенческих романов.

## Биография
Сын коммерсанта. С детства с увлечением слушал рассказы об истории своей родной страны, о приключениях, путешественниках, цыганах и других людях, выделявшихся из толпы. Юношей много путешествовал по Ютландии по делам своего отца. Талантливый рисовальщик, Бросбёлль был зачислен в Датскую королевскую академию художеств, однако в итоге предпочел получить степень в университете и завязал с занятиями рисованием (1844 год). Во время Первой войны за Шлезвиг в 1848 году сражался в рядах датской армии. В 1853 году стал сотрудником Датской королевской библиотеки, где проработал до 1885 года, после чего оставил службу в связи с плохим здоровьем и проводил время в путешествиях на юг Европы, в особенности, на Корсику.
Первой женой писателя была Хансина Эрасмина Торбьёрнсен (поженились в 1851), с которой он позже развелся и в 1888 году женился на Ольге Августе Шульц.

## Творчество

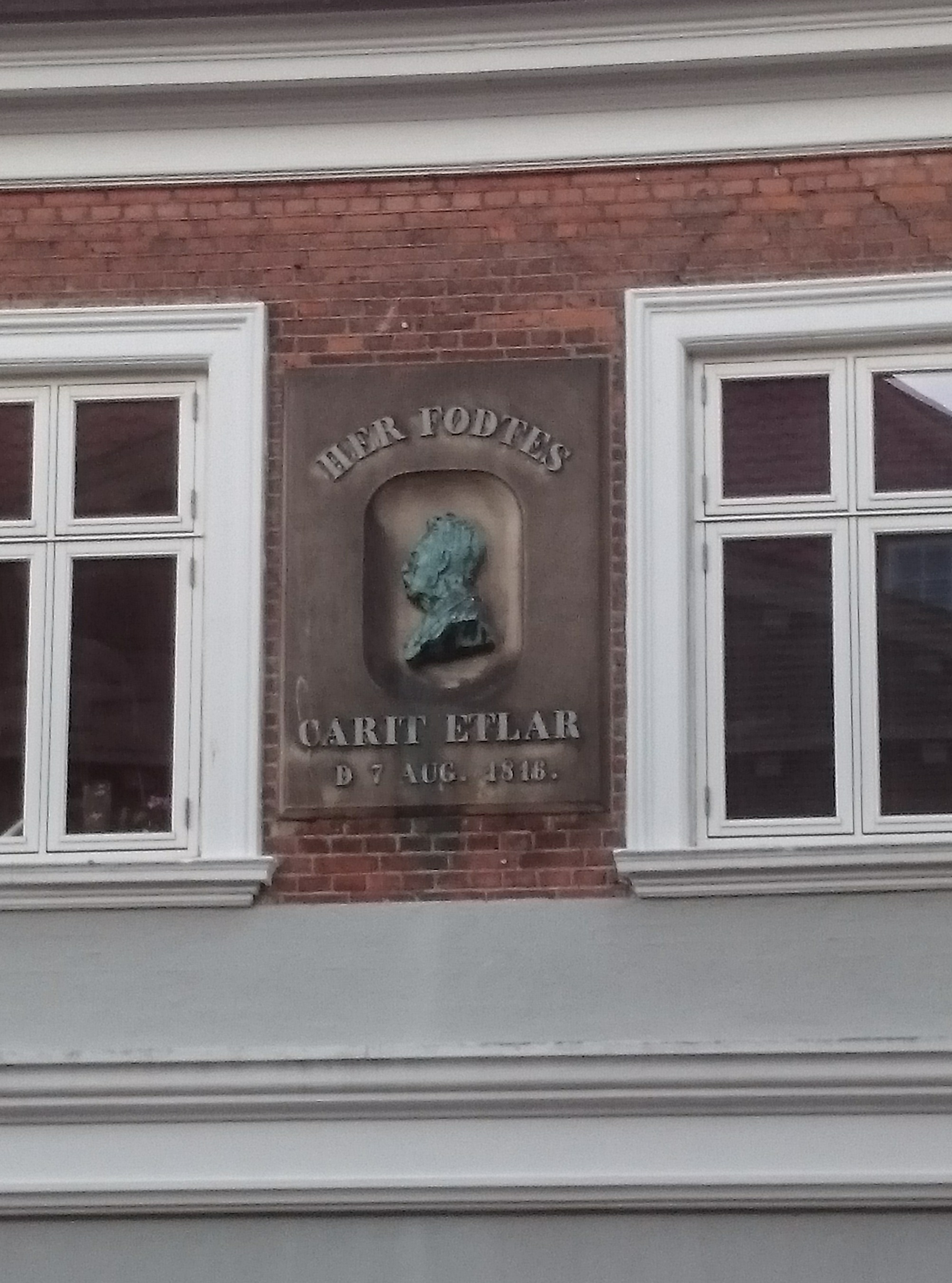
Мемориальная доска на родном доме писателя.

Бросбёлль начинал свой творческий путь, печатая рассказы и стихи в датских литературных журналах. В 1839 году он опубликовал свой первый роман, «Сын контрабандиста», и тогда же впервые воспользовался псевдонимом Карит Этлар, под которым вошел в историю.
Карит Этлар являлся создателем большого количества произведений, в основном, в жанре приключенческой литературы, в которых увлекательный сюжет, выстроенный вокруг харизматичных героев, разворачивается на фоне датских пейзажей и датских реалий, и пронизан при этом патриотическими мотивами.
Как и его современник, Стен Стенсен Блихер, Карит Этлар был уроженцем Ютландии и великолепно её описывал. По популярности у датской публики он при жизни уступал разве что Ингеманну.

## Память и влияние
Произведения писателя экранизировались в Дании шесть раз, в период с 1910 по 1992 год. На доме во Фредерисии, где родился писатель, установлена мемориальная доска.

## Творчество Карита Этлара в России
В России Карит Этлар известен, в первую очередь, романом «Свен, предводитель энгов», описывающим биографию Свена Поульсена — датского национального героя эпохи Датско-шведских войн 17-го века.

### Издания на русском языке
- Этлар, Карит. Предводитель энгов. Пер. с дат. Ю. Яхниной и С. Тархановой; предисл. А. Сванидзе. Москва: Детская литература, 1971. — 270 с.
- История в приключениях. Выпуск 4. Жан Оливье, Карит Этлар. Изд. «Слог», «Сюита», 1995. — 384 с.